# Финкельштейн, Зельман Лазаревич
Финкельштейн Зельман Лазаревич (23 марта 1934, Ямполь, Винницкая область — 29 октября 2020, Алчевск, Луганская область) — советский и украинский учёный, доктор технических наук, профессор, заслуженный работник народного образования УССР. Являлся членом технической академии наук Украины , а также Международной академии наук экологии и безопасности жизнедеятельности.

## Биография
Родился в 1934 году в Ямполе в семье горных техников. В 1951 году окончил с медалью среднюю школу в Сталино и поступил в Донецкий индустриальный институт (ДИИ) на отделение «Горное машиностроение» горно-механического факультета. Во время обучения в ДИИ был вторым секретарем комитета комсомола института, председателем шахматной секции, капитаном команды института.
С 1956 года работал сначала инженером-конструктором в специальном конструкторском бюро Горловского машиностроительного завода им. С. М. Кирова, затем ведущим и главным конструктором головного отдела гидроприводов угольной промышленности.
В мае 1967 года защитил кандидатскую диссертацию по гидроприводу. С 1971 года полностью перешёл на преподавательскую деятельность в Кадиевском филиале Коммунарского горно-металлургического института (ныне ДонГТУ) на кафедре «горные машины».
С 1979 года работал в должности заведующего кафедрой «Прикладная механика», а с 1982 г заведующего кафедрой «Горная механика» в КГМИ.
В 1988 года З. Л. Финкельштейн защитил докторскую диссертацию в Московском автодорожном институте (МАДИ), а в 1989 году Минвуз СССР утвердил его в звании «профессор». В 1991 году Зельман Лазаревичу присвоено звание «Заслуженный работник народного образования УССР».
В 2003 года основал и возглавил кафедру «Прикладная гидромеханика» где работал долгие годы.
Мировую известность З. Л. Финкельштейн получил благодаря разработке и внедрению им системы разделения многофазных жидких сред. Теоретические и практические разработки профессора нашли практическое применение во всех отраслях промышленности: угольной, металлургической, химической, автомобильной, автотракторной, авиационной, электротехнической, нефтедобывающей и нефтеперерабатывающей.
Летом 2020 года Финкельштейн Зельман Лазаревич перенёс 4-й инсульт, после чего долгое время проходил лечение в центральной городской больнице Алчевска, однако полностью победить болезнь не получилось. Финкельштейн Зельман Лазаревич скончался утром 29 октября. На следующий день прошло прощание, на которое пришли сотни людей, среди которых родственники, друзья, коллеги по научной деятельности и коллектив Донбасского государственного технического института (ДГТИ).

## Основные научные направления
- обоснование параметров гидравлического оборудования;
- теория и методика расчёта гидроабразивного изнашивания в гидравлических машинах;
- обоснование требований к рабочим и смазочным жидкостям;
- разработка теории, методики расчётов и принципов конструирования гидродинамических фильтров для очистки жидкостей;
- разработка схем, теории и принципов конструирования многофазных гидравлических систем[5].

## Патенты
З. Л. Финкельштейн имеет более 95 патентов России, Украины, ФРГ и Польши, среди которых:
- Забойный тормозной конвейер;
- Патронный фильтр;
- Демпфирующее устройство;
- Смазка для трансмиссионных передач;
- Устройство для очистки жидкости;
- Фильтр для очистки жидкости;
- Гидродинамический фильтр;
- Погружной фильтр;
- Стабилизатор расхода;
- Самоочищающийся фильтр;
- Ротационный фильтр[6].

## Научные труды
З. Л. Финкельштейн является автором более 350 научных трудов, в том числе четыре монографии (одна удостоена Золотой медали ВДНХ СССР), полный набор учебных пособий по специальным дисциплинам (из 13 пособий — 9 с грифом МОН). Статьи издавались на русском, польском, немецком, английском, арабском, сербском, чешском, персидском, латвийском, венгерском и молдавском языках.
- Исследование и выбор основных параметров системы гидропривода механизмов перемещения угольных комбайнов [Текст] : Автореферат дис. на соискание ученой степени кандидата технических наук / Донецкий политехн. ин-т. — Донецк : [б. и.], 1967. — 19 с. : граф[7]
- Смазочные и гидравлические масла для угольной промышленности : Справочник / В. П. Коваленко, З. Л. Финкельштейн. — М. : Недра, 1991. — 299 с.ISBN 5-247-01403-0 (В пер.).
- Виды повреждений и долговечность трансмиссий горных машин / Л. А. Молдавский, З. Л. Финкельштейн, Б. А. Верклов. — М. : Недра, 1981. — 192 с.
- Применение и очистка рабочих жидкостей для горных машин / З. Л. Финкельштейн. — М. : Недра, 1986[8].
- Ванеев С., Финкельштейн З. Области рационального использования пневмоагрегатов с вихревыми и струйно-реактивными турбинами // MOTROL. — Lublin. — 2011. — V. 13 °C. — С. 128—137[9].
- Вымораживающее устройство для производства чистой талой питьевой воды — ХОЛПИ ТВ-25 / З. Л. Финкельштейн, Н. А. Федотова, Е. А. Омельяненко, А. В. Сащенко // Восточно-европейский журнал передовых технологий. — 2010. — № 2/6. — С.48-50.[10]
- Гидравлика и гидропривод [Текст] : учебное пособие / З. Л. Финкельштейн, Н. Ф. Брожко ; Донбасский гос. технический ун-т. — Алчевск : ДонГТУ, 2009. — 200 с.: рис., табл. — ISBN 978-966-310[11]
- Эксплуатация гидравлического оборудования [Текст] : учеб. пособие / З. Л. Финкельштейн ; Донбасский гос. технический ун-т. — Алчевск : ДонГТУ, 2008. — 123 c.: рис. — Библиогр.: с. 121. — ISBN 978-966-310-183-5[11]
- Гидравлика и гидропривод [Текст] : учебное пособие / З. Л. Финкельштейн, Н. Ф. Брожко ; Донбасский гос. технический ун-т. — Алчевск : ДонГТУ, 2009. — 200 с.: рис., табл. — ISBN 978-966-310[11]
- Расчёт, проектирование и эксплуатация объёмного гидропривода [Текст] : учеб. пособие для студ. вузов / З. Л. Финкельштейн [и др.]; отв. ред. А. Е. Бабенко ; Национальный технический ун-т Украины «Киевский политехнический ин-т». — К. : НТУУ «КПИ», 2006. — 216 с.: рис., табл. — Библиогр.: с. 207—209. — ISBN 966-622-215-9[12]
- Финкельштейн З. Л. Гидродинамическая очистка жидкостей в промышленности // Горный информационно-аналитический бюллетень (научно-технический журнал). — 2004. — № 4.

## Награды и премии
Полный кавалер знака «Шахтёрская Слава», «Шахтёрская Доблесть», награждён 5 золотыми медалями ВДНХ СССР и УССР, медалью им. М. В. Ломоносова, знаком «За верность шахтёрскому труду», «Заслуженный работник народного образования УССР», «Почётный горноспасатель СССР», «Заслуженный спасатель республики Польша», Отличник высшей школы СССР.